# るーるぶっくを忘れちゃえ
「るーるぶっくを忘れちゃえ」（るーるぶっくをわすれちゃえ）は、ULTRA-PRISM with 白玉中学校女子ソフトテニス部の楽曲。ULTRA-PRISMのメジャー4枚目のシングルとして、2011年4月27日にMellow Headから発売された。

## 概要
本作はULTRA-PRISM with 白玉中学校女子ソフトテニス部［春風明日菜（伊藤かな恵）、沢夏琴音（喜多村英梨）、秋山千歳（伊藤静）、冬川来栖（明坂聡美）、エリザベス・ウォーレン（矢作紗友里）］として、2011年4月27日にMellow Headから発売された。
ULTRA-PRISM唯一の非自作曲となった本作は、テレビアニメ『そふてにっ』のオープニングテーマに起用された。表題曲は同アニメに登場する「白玉中学校女子ソフトテニス部」と共演という形を取っているが、アルバム『ULTRA-DATE!』ではULTRA-PRISMのみのバージョンでセルフカバーをしている。初回限定盤は表題曲のプロモーション・ビデオを収録したDVDが付属し、ディスクジャケットには撮り下ろしのアーティスト写真が使用されている。

## 収録曲
1. るーるぶっくを忘れちゃえ [3:56]
  - 歌 - ULTRA-PRISM with 白玉中学校女子ソフトテニス部
  - 作詞 - 畑亜貴 / 作曲 - 高田暁 / 編曲 - 高田暁、小池雅也
  - テレビアニメ『そふてにっ』オープニングテーマ
2. だだだだだっしゅ! [4:08]
  - 歌：ULTRA-PRISM
  - 作詞 - 月宮うさぎ / 作曲・編曲 - 小池雅也
3. high☆space [4:53]
  - 歌：ULTRA-PRISM
  - 作詞 - 月宮うさぎ / 作曲・編曲 - 小池雅也
4. るーるぶっくを忘れちゃえ（Instrumental）
5. だだだだだっしゅ! （Instrumental）
6. high☆space （Instrumental）